# Ardisia ototomoensis
Ardisia ototomoensis är en viveväxtart som beskrevs av A. Taton. Ardisia ototomoensis ingår i släktet Ardisia och familjen viveväxter. Inga underarter finns listade i Catalogue of Life.